# Carlos Barbosa
Carlos Barbosa es un municipio brasilero del estado de Rio Grande do Sul, en la microrregión de Caxias do Sul.
Se ubicad a una latitud de 29º17'51" Sur y una longitud de 51º30'13" Oeste, unos 18 km al sur de Bento Gonçalves. Su altitud es de 676 metros sobre el nivel del mar. Ocupa una superficie de 208,16 km². Su población estimada para el año 2004 era de 22.664 habitantes.
El poblado lleva el nombre del gobernador gaúcho Carlos Barbosa Gonçalves.
Carlos Barbosa es sede de la metalúrgica Tramontina y la lechera Cooperativa Santa Clara. En tanto la Associação Carlos Barbosa de Futsal es el club más destacado en la historia de la Liga Nacional de Futsal y la Copa Libertadores de Futsal.
- Datos: Q1757704
- Multimedia: Carlos Barbosa / Q1757704